# Obrządek cysterski

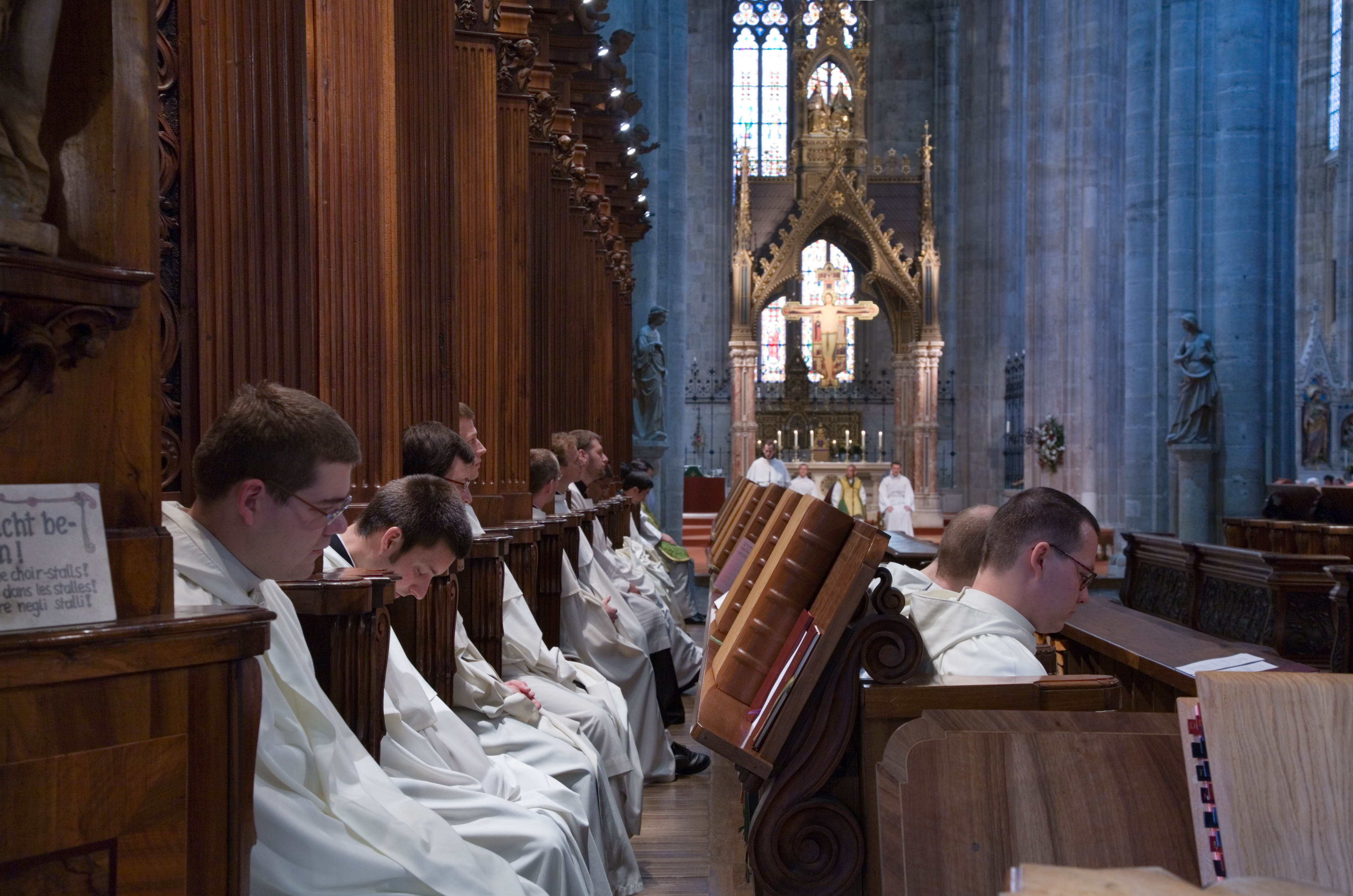
Cystersi z austriackiego opactwa Heiligenkreuz podczas sprawowania liturgii

Obrządek cysterski (łac. ritus Cisterciensis) – obrządek chrześcijański, wariant obrządku rzymskiego w użyciu w zakonach cystersów i trapistów. Ze względu na oparcie się w układzie godzin kanonicznych na Regule św. Benedykta obrządek cysterski wykazuje spore podobieństwa do obrządku monastycznego w użyciu w zakonie benedyktynów. Do XVII wieku cystersi używali własnego obrządku mszalnego, potem co do liturgii mszalnej przyjęli obrządek rzymski. 

## Msza w obrządku cysterskim

### Przed XVII wiekiem
Źródłami dawnego mszalnego obrządku cysterskiego są przede wszystkim obrządek lyoński, obrządek paryski oraz zwyczaje kluniackie. Z ważniejszych różnic z mszą rzymską można dla przykładu wymienić przygotowywanie kielicha po modlitwach u stopni ołtarza (podczas śpiewu Kyrie), użycie wielkiego korporału, rozkrzyżowanie rąk podczas anamnezy (podobnie jak w mszy lyońskiej), śpiewanie Dominus vobiscum po komunii po stronie epistoły.

### Od XVII wieku
Po przyjęciu obrządku rzymskiego zachowano niektóre tradycje zakonne, na przykład stawianie na ołtarzu dwóch dodatkowych dużych świec od Sanctus aż do komunii.

## Liturgia godzin

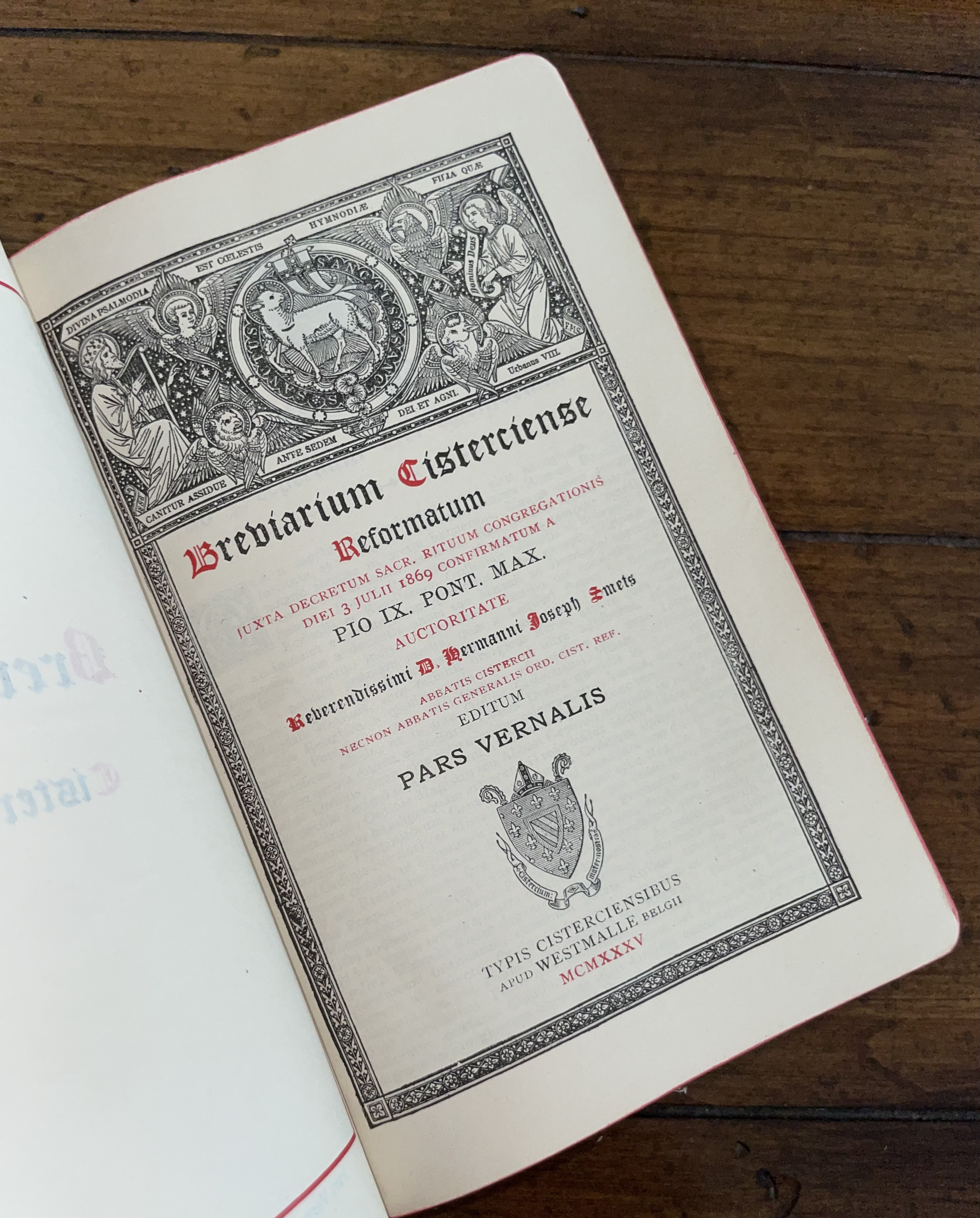
Strona tytułowa brewiarza cysterskiego (wydanie z 1935)

Współczesne księgi liturgiczne cystersów i trapistów proponują kilka układów psałterza: oparty prawie w całości na Regule, oparty na Regule, ale bez prymy oraz dwa schematy oparte na rozkładzie psałterza na dwa tygodnie.

## Śpiew cysterski
W zakonie w użyciu był lub jest własny wariant śpiewu gregoriańskiego, oparty na rewizji tego repertuaru, przeprowadzonej przez cystersów w połowie XII wieku.

## Księgi liturgiczne obrządku cysterskiego
- Breviarium Cisterciense (1885)[8]
- Graduale Cisterciense (1934)[9]
- Hymnarium Cisterciense (1952)[10]